# Route 303 (Nouveau-Brunswick)
Pour les articles homonymes, voir Route 303.
La route 303 est une route locale du Nouveau-Brunswick située dans l'est de la province, suivant la rive nord de la baie de Caraquet. Elle mesure 7 kilomètres, et est pavée sur toute sa longueur.

## Tracé
La 303 débute à Dugas, sur la route 11, la principale route de la région. Elle se dirige vers l'est pendant 7 kilomètres, en passant dans Village-des-Poiriers, puis elle se termine à Maisonnette, à sa jonction avec la route 320. 

## Intersections principales
| Route 303  |                     |    |                                                         |                 |
| Comté      | Location            | km | Intersection/Destinations                               | Notes           |
| Gloucester | Dugas               | 0  | R-11, Bertrand, Caraquet, Tracadie-Sheila, Bathurst     | Début de la 303 |
| Gloucester | Village-des-Poirier | ~3 | Chemin Downing nord, Anse-Bleue                         |                 |
| Gloucester | Maisonnette         | 7  | R-320 ouest, Rue Châtillon est, Anse-Bleue, Grande-Anse | Fin de la 303   |